# Ezra Carr
Ezra Slocum Carr (1819-1894) – profesor chemii, historii naturalnej, nauk przyrodniczych i rolnictwa najpierw na uniwersytecie Wisconsin w Madison (Wisconsin), następnie na Uniwersytecie Kalifornijskim w Berkeley. Jako geolog należał do nowego pokolenia amerykańskich naukowców, którzy opierając się na teoriach wypracowanych przez europejskich badaczy formułowali nauki o ziemi bez odwoływania się do wykładników biblijnych. Był mentorem naukowym i doradcą Johna Muira podczas jego pobytu i studiów w Madison, pozostali przyjaciółmi do śmierci Carra. Muir był serdecznie zaprzyjaźniony z jego żoną, Jeanne C. Carr, a korespondencja między mi, rozciągająca się na cztery dekady, jest jednym z podstawowych źródeł wiadomości na temat John Muira.

## Biografia
Ezra Carr wywodził się z rozległego rodu sięgającego korzeniami czasów Wilhema Zdobywcy, natomiast pierwsi udokumentowani członkowie roku Carrów (również inne pisownie, np. Karr) przybyli do Ameryki Północnej w XVI wieku. Rodzicami Ezry byli Peleg Slocum Carr i Deborah Goodrich Carr. Ezra Slocum przyszedł na świat 9 marca 1819 r. w Stephentown, w stanie Nowy Jork. Studiował, m.in. nauki medyczne, na politechnice Rensselaer Polytechnic Institute w Troy (Nowy Jork), dyplom magisterski uzyskał na Castleton College uniwersytetu Vermont w 1842 r. Był wykładowcą na kilku uczelniach medycznych we wschodnich stanach USA, Nowy Jork i Pensylwania, zanim w 1856 r. objął katedrę na uniwersytecie Wisconsin w Madison jako jeden z jej pierwszych wykładowców, by wykładać chemię i przyrodoznawstwo (historię naturalną).
Jako badacz i jako pedagog przyjął jako metodę pracy i wykładu propagowaną przez szwajcarskiego geologa, jednego z najwybitniejszych w swoim pokoleniu, Luis Agassiza – pracę w terenie, przy czym bezpośrednia obserwacja zjawisk naturalnych miała poprzedzać tworzenie teorii. Przedstawiona przez Agassiza na przełomie tal 1830. i 1840. teoria wielkiego zlodowacenia w czwartorzędzie, wywoławszy z początku powszechne kontrowersje naukowe, z czasem zyskała uznanie w Europie. Od czasu, gdy Agassiz po serii wykładów na amerykańskich uniwersytetach objął w 1947 r. profesurę zoologii i geologii na uniwersytecie Harvarda w Cambridge (Messachusetts), jego teorie glacjologiczne i geologiczne – wspierane cieszącymi się wzrastającym autorytetem pracami Charlesa Lyella – zaczęły uzyskiwać coraz większe uznanie w amerykańskich kręgach naukowych. Tacy amerykańscy badacze jak James Hall i James Dwight Dan przyczynili się do ich rozpowszechnienia i wykształcili nowe pokolenie naukowców – był wśród nich Ezra S. Carr – przekonanych o możliwości studiowania historii Ziemi bez odwoływania się do poglądów nienaukowych.
Ezra Carr był wykładowcą na uniwersytecie w Madison do 1867 r., mieszkając z żoną, Jeanne C. (Smith), i dwoma synami pod adresem 114 West Gilman Street. W latach 1857–59 zasiadał w radzie nadzorczej uniwersytetu (board of regents) jako jej członek (regent). Kiedy we wczesnych latach 1860. uczelnia ta przechodziła poważny kryzys, głównie finansowy, jej studentem był John Muir, późniejszy amerykański Father of National Parks. Pełniący obowiązki rektora profesor John Sterling przystał na wpisanie Muira na listę studentów, mimo że mógł on opłacać jedynie minimalne czesne. Muir uczęszczał na zajęcia i wykłady prowadzone przez Johna Carra. (Dalsze szczegóły w Ezra Carr i John Muir.) Fakultet nauk o Ziemi przeprowadził w latach 1857-63 trzecią turę prac w zakresie geologicznej kartografii stanu Wisconsin pod nadzorem trzech jego członków: Jamesa Halla (przewodniczącego komisji kartograficznej), Ezry S. Carra i Edwarda Danielsa. Ceniono co prawda na uniwersytecie angażowanie się Ezry Carra w kwestie polityczne, medyczne czy dotyczące gospodarki rolnej, ale sposób, w jaki to czynił, budził kontrowersje. Wobec nieprzydłużenia umowy profesorskiej na uniwersytecie w Madison, Carrowie przeprowadzili się do Kalifornii i zamieszkali w Oakland. 
Od 1867 do 1873 r. Ezra Carr prowadził wykłady z rolnictwa na Uniwersytecie Kalifornijskim w Berkeley, publikując równocześnie wiele artykułów z zakresu chemii i rolnictwa. Jako pierwszy na tej uczelni profesor rolnictwa skupiał się raczej na kwestiach praktycznych, służących bezpośrednio ulepszeniu metod upraw ziemi, niż na zagadnieniach teoretycznych. W 1873 r. wdał się w kontrowersyjną działalność zmierzającą do reorganizacji samego uniwersytetu, co doprowadziło do utraty stanowiska. Kolejnym nieszczęściem tego roku była śmierć pierwszego syna, Ezry juniora (Neda) w wyniku powikłań po chorobie, której nabawił się podczas pobytu w Amazonii. Od 1875 r. przez pięć lat Ezra Carr pełnił funkcję kuratora oświaty stanu Kalifornia (California State Superintendent of Public Instruction). W 1876 r. Carrowie przeprowadzili się do Pasadeny, gdzie osiedli na 43-arowej posiadłości Carmelita, zbudowawszy tam dom, wokół którego Jeanne Carr założyła ogród z wieloma egzotycznymi gatunkami roślin (obecnie tereny Muzeum Norton Simon). Przez kilka lat z sukcesem prowadziła plantację i eksport pomarańcz, ale bez wystarczających efektów finansowych. Nowe przedsięwzięcie – pensjonat – okazało się bardziej udanym, przynajmniej pod względem towarzyskim, gdyż do ich gości należeli podobno m.in. Ralph Waldo Emerson, John Muir, William Keith, and Helen Modrzejewska. Nie uratowało to jednak rodzinnej sytuacji materialnej i małżonkowie Carr sprzedali Carmelitę w 1892 r. Ezra Carr zmarł w 1894 r., a Jeanne Carr w 1903 r. Oboje zostali pochowani na cmentarzu Mountain View Cemetry w Oakland; obecnie ich miejsce spoczynku nie jest oznaczone nagrobkiem. 

## Ezra Carr i John Muir
W 1861 r. jako student pierwszego roku John Muir wybrał, obok łaciny i greki, zajęcia z chemii i geologii prowadzone przez dra Ezrę S. Carra. Obaj wiedzieli już o swoim istnieniu od żony Carra, Jeanne S. Carr, która zetknęła się po raz pierwszy z Muirem podczas targów stanu Wisconsin we wrześniu 1860 r., gdzie jego wynalazki zdobyły nagrodę, i opowiedziała o niezwykle utalentowanym młodzieńcu z rolniczej prowincji Wisconsin swojemu mężowi. Aby wesprzeć nowego studenta, biednego lecz wybitnego w swych talentach, małżonkowie Carr zaproponowali mu cosobotnie zajęcie przy ich domu w Madison i zajmowanie się ich dwoma synami, Ezrą i Edwardem, oraz synem innego profesora uniwersytetu, Henrym Butlerem. Wkrótce pobyt w domu Carrów przydłużył się o pozostanie na obiad, a potem i na dłuższe wieczory. Równocześnie Ezra Carr udostępnił Muirowi swoją domową, doskonale skompletowaną bibliotekę. Tamtejszym lekturom i tym w bibliotece uniwersyteckiej oraz wykładom Carra zawdzięcza Muir gruntowne zaznajomienie się z najnowszym stanem badań geologicznych i najnowszymi teoriami glacjologicznymi. Nowatorska forma zajęć wprowadzona przez Carra oznaczała studiowanie zjawisk bezpośrednio w terenie poprzez odczytywanie i interpretację elementów krajobrazu. W listach i dziennikach Muir wielokrotnie składał hołd swojemu "doktorowi" za tę lekcję sztuki patrzenia na krajobraz: „Nigdy nie zapomnę doktora [Carra], który jako pierwszy otworzył przede mną księgę natury” (I shall not forget the Doctor, who first laid before me the great book of Nature).
Kariera uniwersytecka Muira mogła była przyjąć inny obrót w 1962 r., kiedy to okropności amerykańskiej wojny secesyjnej stały się codziennością życia w Madison i Muir postanowił zostać lekarzem. Podzielił się tym postanowieniem ze swoim profesorem, a ten w pełni je poparł, o ile Muir przez dodatkowe dwa semestry będzie studiował chemię. Do tego jednak nie doszło i zamiast przygotowywać się do studiowania medycyny na uniwersytecie Michigan w Ann Arbor, Muir wraz z dwojgiem przyjaciół udał się latem na wędrówkę geologiczno-botaniczną wzdłuż rzeki Wisconsin, a przez następne miesiące pomagał w domach rodzeństwa przy żniwach, aż w końcu porzucił ideę zostania lekarzem.
W sumie John Muir spędził zaledwie dwa i pół roku jako słuchacz uniwersytetu w Madison, ale jego kontakt z małżeństwem Carrów nie został zerwany dzięki ożywionej korespondencji z Jeanne Carr. Bezpośrednio zaingerowali w jego życie, kiedy w marcu 1867 r. John Muir uległ wypadkowi podczas pracy w fabryce i dzięki ich wstawiennictwu dostał się pod specjalistyczną opiekę lekarską. Także w początkach pisarskiej kariery John Muir skorzystał z pomocy Ezry Carra, gdy ten podsunął jego artykuł naczelnemu redaktorowi „Overland Monthly”; przyjęty entuzjastycznie tekst rozpoczął regularną współpracę Muira z tym miesięcznikiem.
Profesor Carr miał bez wątpienia decydujący wpływ na rozwój naukowy John Muira, ale głębiej sięgający kontakt intelektualny i emocjonalny wiązał Muira z Jeanne Carr – powierniczką najważniejszych jego myśli, mentorką literacką i towarzyską, doradczynią w sprawach międzyludzkich, a w końcu i jego swatką. Jeśli nazwisko Muira wiązane jest z nazwiskiem Carr to dotyczy to w pierwszym rzędzie Jeanne S. Carr.